# Дубљевићи (Гацко)
Дубљевићи су насељено мјесто у општини Гацко, Република Српска, БиХ. Према попису становништва из 1991. у насељу је живјело 42 становника.

## Становништво
| Демографија | Демографија | Демографија |
| Година      | Становника  | Становника  |
| ----------- | ----------- | ----------- |
| 1948.       | 295         |             |
| 1953.       | 242         |             |
| 1961.       | 214         |             |
| 1971.       | 135         |             |
| 1981.       | 77          |             |
| 1991.       | 42          |             |

## Знамените личности
- Миладин Прстојевић, генерал Војске Републике Српске
- Анђелија А. Јакшић (Дубљевићи код Невесиња, Херцеговина, 7. јануар 1871 — ?, послије 1918), љекар[2]